# أتاري ميجا إس تي إي

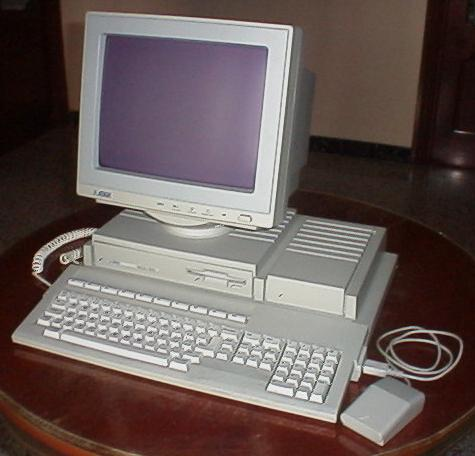
جهاز الحاسب أتاري ميجا إس تي إي.

أتاري ميجا إس تي إي (بالإنجليزية: Atari MEGA STE)‏، هو جهاز حاسب إلكتروني شخصي أنتجتهُ شركة أتاري عام 1991م، يعمل بنظام التشغيل أتاري توس.

## وصلات خارجية
- (بالإنجليزية) Web page of Guillaume Tello What to do with a Mega STE?
- (بالإنجليزية) & (بالفرنسية) Programs for the ST/TT family and technical articles (in french)
- (بالإنجليزية) Atari MegaSTe Memory Cache